# Cuauhtémoc Blanco Bravo
Cuauhtémoc Blanco Bravo (nascut el 17 de gener del 1973 a Ciutat de Mèxic) és un futbolista mexicà.
Internacional amb Mèxic, ha jugat a clubs com América, Reial Valladolid, Chicago Fire o Puebla FC.